# Мелколиственные леса
Мелколи́ственные леса́ — леса, образованные листопадными (летнезелёными) деревьями с узкими листовыми пластинками.
Древесные породы представлены главным образом берёзой, осиной и ольхой, у этих деревьев мелкие листья (по сравнению с дубом и буком).
Распространены в лесной зоне Западно-Сибирской и Восточно-Европейской равнин, широко представлены в горах и на равнинах Дальнего Востока, они входят в состав среднесибирской и западносибирской лесостепи, образуют полосу берёзовых лесов (колков). Мелколиственные леса составляют полосу лиственных лесов, которая протянулась от Урала до Енисея. В Западной Сибири мелколиственные леса образуют узкую подзону между тайгой и лесостепью. Древние каменно-берёзовые леса на Камчатке образуют верхний лесной пояс в горах.
Мелколиственные леса — светлые леса, они отличаются большим разнообразием травяного покрова. Эти древние леса были позднее вытеснены таёжными, но под воздействием человека на таёжные леса (вырубки таёжных лесов и пожары) вновь заняли большие площади. Мелколиственные леса благодаря быстрому росту берёзы и осины обладают хорошей возобновляемостью.
В отличие от березняков осиновые леса очень устойчивы к воздействию человека, так как осина размножается не только семенами, но и вегетативно, им свойственны наибольшие показатели среднего прироста.
Мелколиственные леса часто произрастают в поймах рек, где они наиболее широко представлены ивняками. Они тянутся вдоль русел местами на многие километры, образованы несколькими видами ив. Чаще всего это деревья или крупные кустарники с узкими листьями, развивающие длинные побеги и обладающие высокой энергией роста.